# Harvard Business School

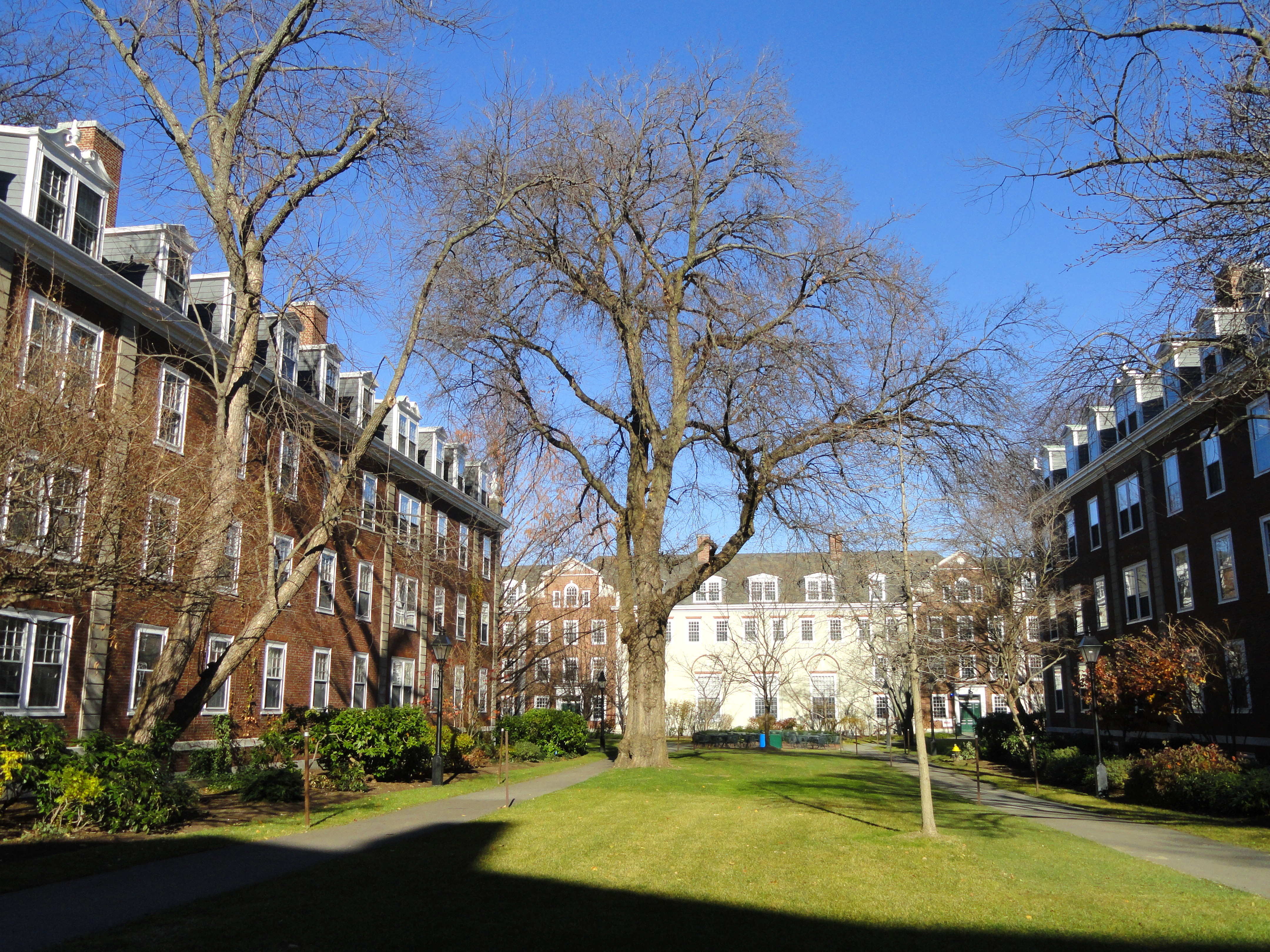
Jardim da universidade.

A Harvard Business School é uma das escolas de pós-graduação da Universidade Harvard focada em administração de empresas. É considerada uma das melhores universidades de negócios do mundo. É proprietária da Harvard Business Publishing, que publica livros de negócios, artigos de liderança, estudos de caso, e a Harvard Business Review, uma revista acadêmica mensal de negócios. É também o lar da Biblioteca Baker/Bloomberg Center, a principal biblioteca da escola.

## Unidades Acadêmicas
O corpo docente da escola está dividido em 10 unidades acadêmicas: Contabilidade e Gestão; Negócios, Governo e Economia Internacional; Gestão Empreendedora; Finança; Administração Geral; Marketing; Negociação, Organizações & Mercados; Comportamento organizacional; Estratégia; e Gestão de Tecnologia e Operações.

## Vida estudantil
Os alunos da HBS podem ingressar em mais de 80 clubes e organizações estudantis diferentes no campus. A  Associação de Estudantes (Estudent Association, SA) é a principal interface entre o corpo discente do MBA e o corpo docente/administração. Além disso, o corpo discente da HBS é representado em nível universitário pelo Harvard Graduate Council.

## Rankings
A partir de 2022, a HBS está classificada em quinto lugar no Estados Unidos pelo US News & World Report, em terceiro lugar no mundo pelo Financial Times e em segundo lugar no mundo pelo QS World University Rankings.